# Lateinamerikanische Tänze

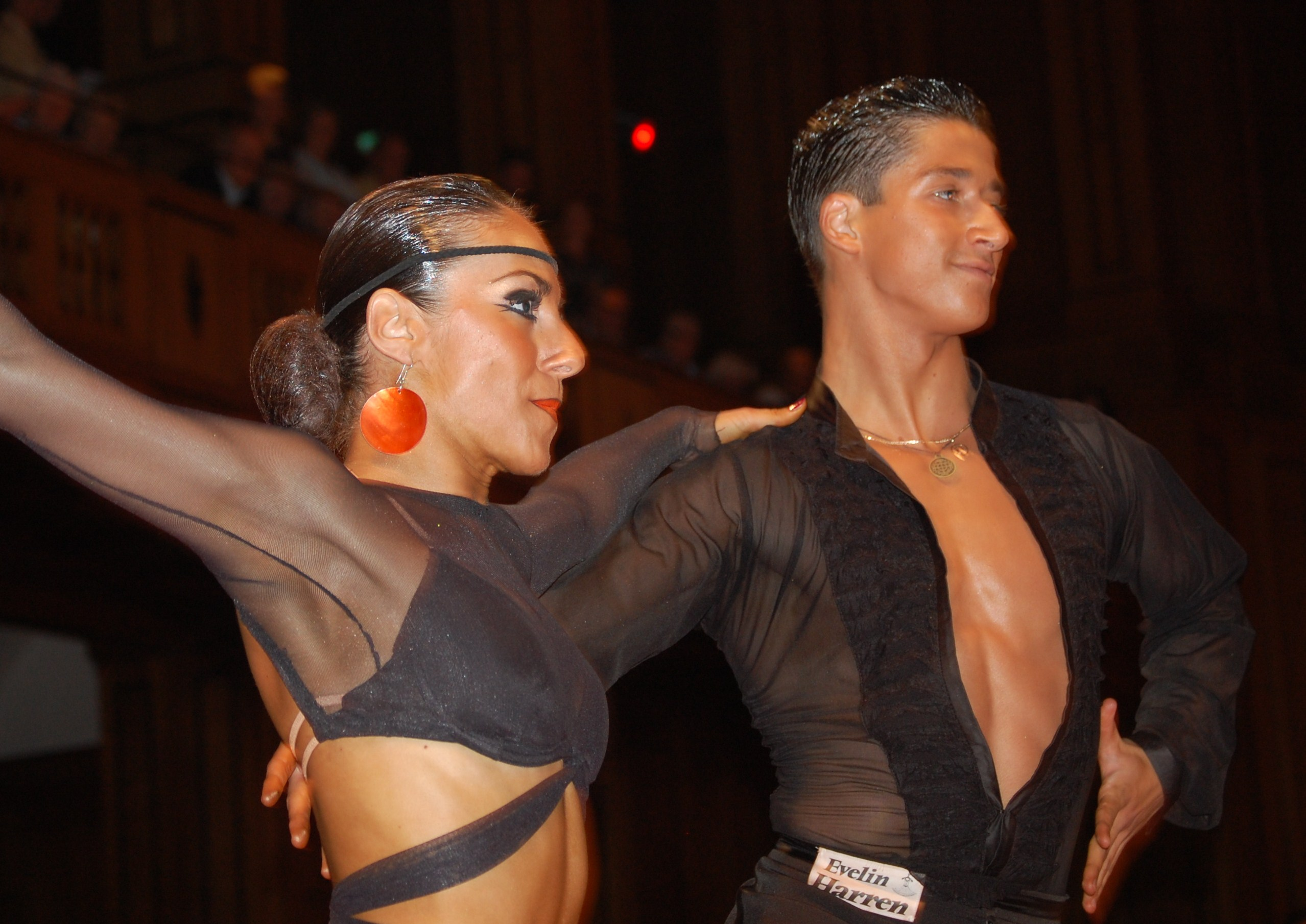
Sergey und Viktoria Tatarenko vom Ahorn Club im Polizei-Sportverein Berlin (2010), deutsche Meister der Amateure in lateinamerikanischen Tänzen

Lateinamerikanische Tänze, auch kurz Latein genannt, ist ein feststehender Sammelbegriff für diese fünf Gesellschafts- und Turniertänze: Samba, Cha-Cha-Cha, Rumba, Paso Doble und Jive. Sie bilden, zusammen mit den Standardtänzen, einen Großteil des Welttanzprogramms.

## Namensgebung
Trotz des Namens ist für die Zugehörigkeit eines Tanzes zu den lateinamerikanischen Tänzen nicht die Herkunft entscheidend. Die fünf lateinamerikanischen Tänze ähneln sich stark in den technischen Elementen. Die Zugehörigkeit wurde von weltweiten Tanzverbänden festgelegt und richtet sich vor allem nach der Tanztechnik. Von den fünf lateinamerikanischen Tänzen stammen tatsächlich nur drei aus Lateinamerika: die Rumba, die Samba und der Cha-Cha-Cha. Der Jive entstand in Nordamerika, der Paso Doble hat seinen Ursprung in Spanien und Frankreich. Insbesondere nicht zu den hier beschriebenen „lateinamerikanischen Tänzen“ gehören die folgenden Tänze aus Lateinamerika: Bachata, Mambo, Merengue, Salsa, Tango Argentino. Diese werden allgemein als Gesellschaftstänze oder Modetänze bezeichnet. Auch in vielen Volksgruppen in Lateinamerika werden diese Tänze zu traditioneller Musik getanzt.

## Charakteristik
Charakteristisch für die lateinamerikanischen Tänze ist die Kommunikation zwischen den Partnern. Alle lateinamerikanischen Tänze thematisieren die Paarbeziehung auf unterschiedliche Art und Weise. Weitere Charakteristika sind schnelle Drehungen sowie der häufige Wechsel zwischen treibenden und ruhigen Bewegungsphasen sowohl zeitlich als auch von verschiedenen Teilen des Körpers (Separation). Der Körper wird nicht als Ganzes betrachtet. Anders als in den Standardtänzen, bei denen in erster Linie die Bewegung des Paares im Raum die tänzerische Botschaft vermittelt, steht hier die aufeinander abgestimmte Bewegung der einzelnen Tänzer im Vordergrund. Die Tänzer haben nicht das Ziel in ihrer Bewegung als Paar eins zu werden, sondern durch abwechselnde Aktionen für das Publikum sichtbar zu kommunizieren und dieses auch mit einzubeziehen.

## Technik
Die lateinamerikanischen Tänze ähneln sich sehr stark in Technik und Tanzfiguren. Im Gegensatz zu den Standardtänzen, die in enger Tanzhaltung getanzt werden, stehen die Tanzpartner in der Tanzhaltung der lateinamerikanischen Tänze weiter auseinander, was die Bewegung im Körper sowohl für das Publikum als auch für den Partner leichter sichtbar werden lässt. Ober- und Unterkörper sowie Arme und Beine werden separiert, das heißt bewegen sich unabhängig voneinander. Bis auf den Paso Doble weisen alle lateinamerikanischen Tänze deutliche Hüftbewegungen auf. Schritte werden außer im Paso Doble fast immer auf dem Fußballen angesetzt. Doch in anderen Tänzen wird diese Technik ebenfalls benutzt.

## Turniertanz
Im Turniertanz, der in verschiedene Altersgruppen und Leistungsklassen unterteilt ist, werden die fünf Tänze stets in der obigen Reihenfolge getanzt. Jedes Paar beginnt in der D-Klasse, in der nur Cha-Cha-Cha, Rumba und Jive getanzt werden. Nach einem festen Schlüssel erwirbt das Paar Aufstiegs- und Platzierungspunkte und steigt so in seiner Altersgruppe über die D-, C-, B- und A-Klasse in die Sonderklasse (S-Klasse), die höchste Amateurtanzsportklasse, auf. Dabei gibt es unterschiedliche, nach Alter gestaffelte Startgruppen. 
Die sportliche Organisation unterliegt in Deutschland dem Deutschen Tanzsportverband (DTV), in Österreich dem Österreichischen Tanzsportverband (ÖTSV) und in der Schweiz dem Schweizer Tanzsport Verband (STSV).

## Wertung
In Tanzsport wird mit einem Punktesystem gewertet. Während jedem Turnier sind 6 "Wertungsrichter" anwesend. Diese können über eine spezielle Software auf ihrem Smartphone tanzende Paare mit einer Rangliste 1 -... bewerten. Nach dem getanzten Turnier rechnen die Organisatoren aus, welches Paar von den Wertungsrichtern auf welchem Platz eingestuft wurde. Im Anschluss findet meist die Siegerehrung statt. 

### American Rhythm
International Style bezeichnet die Art der lateinamerikanischen Tänze, wie sie in Europa getanzt werden. Im Gegensatz dazu ist der American Style jene Art zu tanzen, die in den USA kultiviert wird (American Rhythm genannt). Getanzt werden die Tänze Cha-Cha-Cha, Rumba, East Coast Swing, Bolero und Mambo.

### Turniere
Seit 1959 werden regelmäßig Latein-Weltmeisterschaften ausgetragen. Einige der größten Turniere in Deutschland sind die German Open Championships in Stuttgart, Hessen tanzt in Frankfurt am Main, Blaues Band der Spree in Berlin und die Dancecomp in Wuppertal.